# Mitsuaki Takami
Pour les articles homonymes, voir Takami.
Mitsuaki Takami (高見 三明, Takami Mitsuaki), né le 21 mars 1946 à Nagasaki, est un prélat sulpicien japonais, évêque auxiliaire de Nagasaki de 2002 à 2003 puis archevêque de ce même archidiocèse de 2003 à 2021.

## Biographie

### Enfance
Mitsuaki Takami vit au sein du ventre de sa mère lorsque la bombe nucléaire appelée Fat Man explose le 9 août 1945 au cœur de Nagasaki, où vit sa famille. Dans l’explosion, il perd sa grand-mère et deux de ses tantes tandis que d’autres membres de la famille souffriront d'effets secondaires. Il peut être ainsi considéré comme un survivant in utero de la bombe atomique.
Il vient au monde le 21 mars 1946 à Nagasaki. Puis, le lendemain, il reçoit le baptême en l'église catholique de Mitsuyama.

### Formation
En avril 1960, il entre au séminaire de Nagasaki et incorpore le lycée Nanshan de la ville pour trois ans.
En 1964, il sort diplômé du lycée et entre à l'école Saint-Sulpice de Fukuoka, afin d'y étudier la philosophie et la théologie. Parallèlement, il suit des études en communication à l'Université Keio.
Le 20 mars 1972, il est ordonné prêtre en la cathédrale d'Urakami, puis, le 29 octobre 1973, il entre au sein de la Compagnie des prêtres de Saint-Sulpice.
Il part ensuite faire des études à l'Université pontificale grégorienne de Rome et y obtient, en février 1976, une maîtrise en théologie. 
En novembre, il reprend ses études à l'école Saint-Sulpice. En 1981, il poursuit ses études à l'étranger et part étudier à l'Université catholique de Paris, puis à l'Institut biblique pontifical et, enfin, à l'École biblique et archéologique française de Jérusalem jusqu'en février 1985.

### Épiscopat
Le 7 février 2002, le pape Jean-Paul II le nomme évêque auxiliaire de Nagasaki et évêque titulaire de Munatiana (de). Il est ainsi consacré le 29 avril suivant, en la cathédrale d'Urakami, par Mgr François Shimamoto, assisté de Mgrs Takeo Okada et Joseph Matsunaga.
Le 17 octobre 2003, à la mort de Mgr Shimamoto, le pape Jean-Paul II le nomme archevêque de Nagasaki. Il est alors installé le 14 décembre suivant.

## Prises de position

### Désarmement nucléaire
Dès sa nomination comme archevêque de Nagasaki en 2003, Mgr Takami fait pression dans le monde entier en faveur de la paix et du désarmement nucléaire.
Le 19 avril 2010, Mgr Takami et Mgr Matsuura, président du Conseil épiscopal pour la justice et la paix, remettent au secrétaire adjoint du gouvernement japonais une pétition de 16 000 signatures, appelant le gouvernement et l'ensemble des chefs d'État de la planète à « unir leurs efforts pour franchir une étape décisive en faveur du désarmement nucléaire » voire « pour abolir définitivement l'arme atomique ».
Peu de temps après, il emmène la Vierge de Nagasaki en pèlerinage de paix et la présente notamment au pape Benoît XVI qui la bénit après son audience générale. 
En mai, il l'apporte à New York, où se tient une conférence de l'ONU sur le désarmement nucléaire. Le pèlerinage passe ensuite par différents lieux emblématiques et se termine à Guernica, où une cérémonie à la mémoire des victimes des raids aériens nazis pendant la guerre d'Espagne est célébrée.
Mgr Takami déclare alors : « Nous avons voyagé partout avec la statue, avec l'espoir que la Vierge Marie puisse agir pour la paix. Il existe de multiples façons d'appeler à la paix — par les photos, les films ou les récits sur l'horreur de la guerre —, mais la Vierge atomisée semble avoir un pouvoir différent. [...] Le Japon a tué des millions de personnes en Asie, mais cela ne signifie pas que le largage de bombes atomiques était justifié. La simple possession d'armes nucléaires est un péché ».